# Ърнест Кодман
Доктор мед. Ърнест Еймъри Кодман e американски хирург пионер.
Има принос в анестезиологията, радиологията, операцията на язва на дванадесетопръстника, ортопедичната онкология, хирургията на рамото и изучаването на резултатите от медицинското лечение

## Биография
Роден е на 30 декември 1869 година в Бостън, Масачузетс, САЩ. Завършва Медицинското училище на Харвард през 1895 г. и изпълнява длъжност на стажант-лекар в Масачузетската обща болница. Той се присъединява към хирургичния екип на Масачузетската болница и става член на факултета на Харвард. Но през 1914 болницата му отказва да даде поле за осъществяване на неговото изследване за оценяване на компетентността на хирурзите и той дори губи своите привилегии на член от екипа. Д-р Кодман открива своя собствена болница (която нарича „Болница на крайните резултати“), за да осъществи измерването на представяното лечение и на целите за подобряването му, които той смята за важни. За да подкрепи своята „теория за крайния резултат“ д-р Кодман прави публични крайните резултати от леченията в неговата собствена болница в публикувана частно книга „Изследване на болничната ефективност“ (A Study in Hospital Efficiency). От 337 пациенти, които са изписани между 1911 и 1916 г. д-р Кодман записва и публикува 123 грешки.
Д-р Кодман има интереси в областта на качеството на здравеопазването, което го кара да застане начело на субсидирането на Американския колеж за хирурзи и неговата Програма за болнична стандартизация. Второто в крайна сметка се превръща в Съвместна комисия по акредитация на организациите в здравеопазването в САЩ.

Кодман също така е пионер в областта на публичното здраве, изучавайки резултатите от болничното лечение и опитвайки се да определи как те могат да бъдат подобрени. Кодман пише: 
| „ | Ние вярваме в задължението на всяка болница да установи система, към която трябва да се придържат здравните работници, така че доколкото е възможно резултатът от всеки отделен случай да е на разположение по всяко време за разследване от членовете на екипа, попечителите или администрацията, или от други опълномощени следователи или статистици. | “ |

Умира на 23 ноември 1940 година на 70-годишна възраст.

## Признание
През 1996 г., в памет на д-р Кодман, Съвместната комисия публикува книгата „Кодман: Изследване на болничната ефективност“ („Codman: A Study in Hospital Efficiency“). Комисията също така учредява награда „Ърнест Кодман“ за използването на измервания на резултатите като средство за подобряване на качеството и сигурността на грижата за пациента.